# Karl Hardach

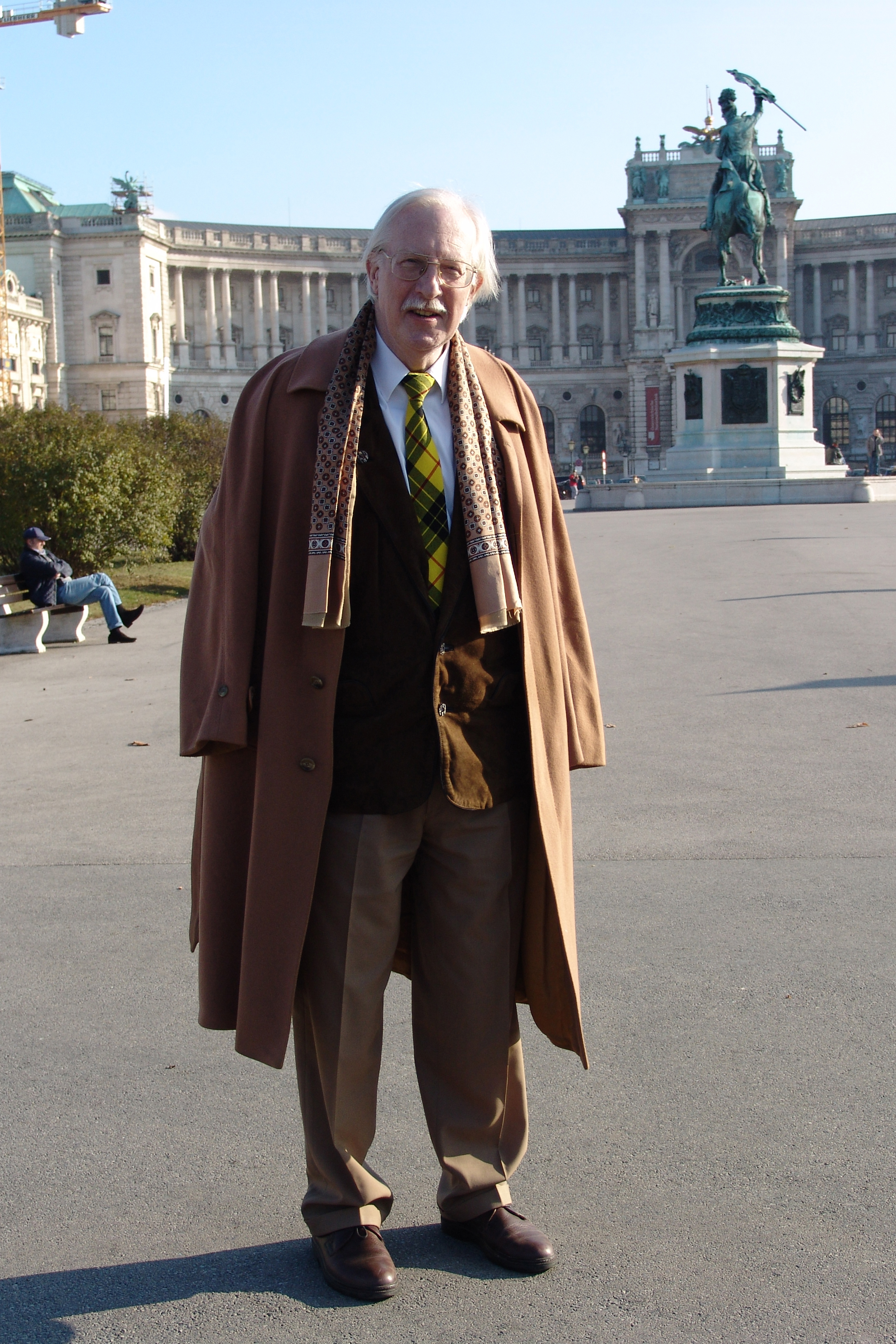
Karl Hardach, 2005

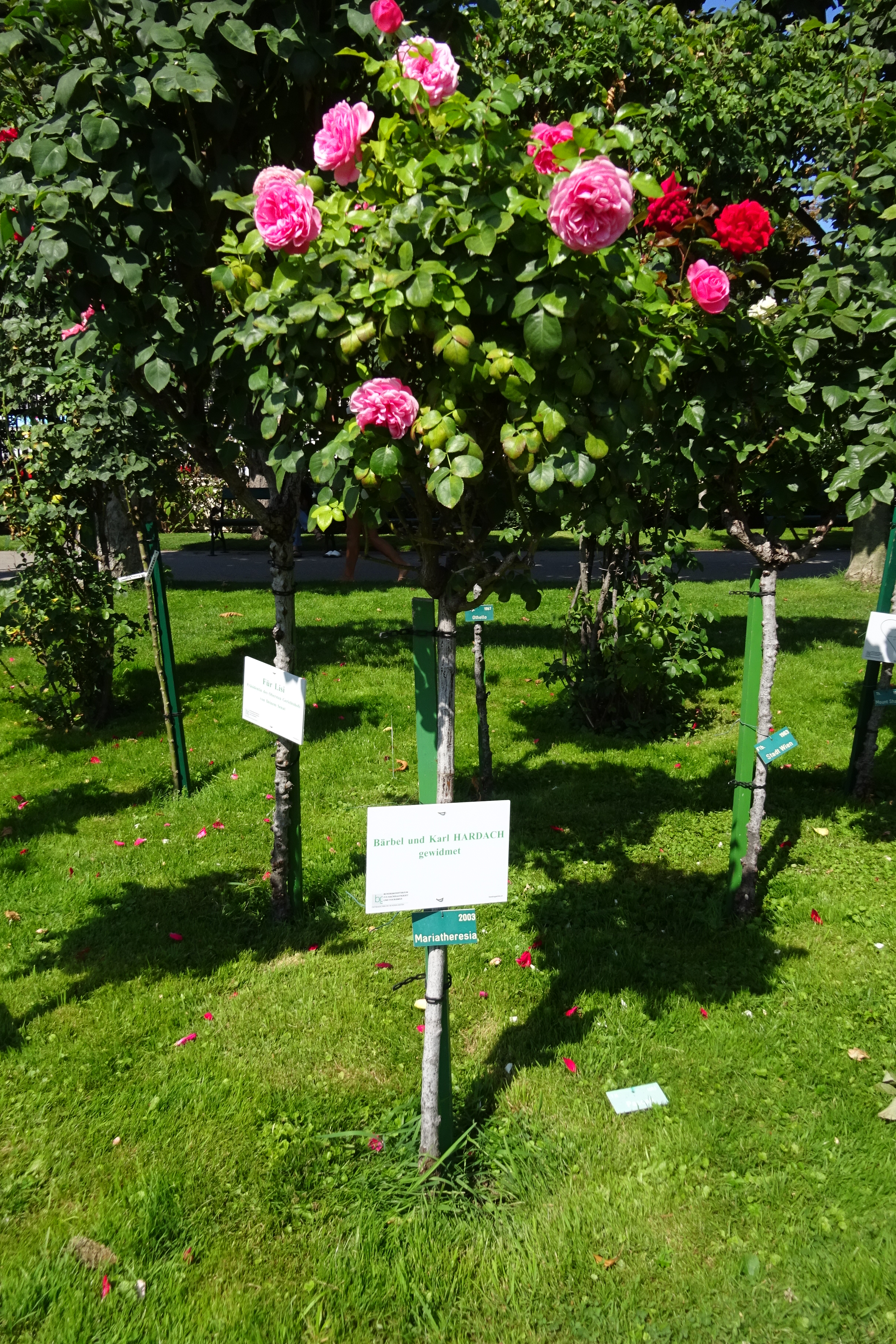
Rosenstrauch „Mariatheresia“ zu Ehren von Karl und Bärbel Hardach im Wiener Volksgarten

Karl Willy Hardach (* 1. Dezember 1936 in Köln; † 4. November 2016 in Berlin) war ein US-amerikanischer Wirtschaftshistoriker deutscher Herkunft.

## Leben
Aus einer angesehenen Unternehmerfamilie stammend, machte Karl Hardach im Jahre 1956 sein Abitur an der Wirtschaftsoberschule in Osnabrück. Er studierte anschließend Wirtschaftswissenschaft und Staatswissenschaft mit Wahlfach in Wirtschaftsgeschichte und Sozialgeschichte an den Universitäten Göttingen und Münster und beendete sein Studium als Diplom-Volkswirt „summa cum laude“ im Jahre 1961. Seit 1956 war er Mitglied der Jenaischen Burschenschaft Germania zu Göttingen. Hardach wurde Assistent am Institut für Wirtschafts- und Sozialgeschichte an der Johann Wolfgang Goethe-Universität Frankfurt unter Jacob van Klaveren und war auch am Institut für Volkswirtschaftslehre der TU Berlin tätig. Er promovierte im Jahre 1966 mit dem Prädikat „magna cum laude“ zum Dr. rer. pol. über Die Bedeutung wirtschaftlicher Faktoren bei der Wiedereinführung der Eisen- und Getreidezölle in Deutschland 1879.
Hardach war von 1968 bis 1971 Assistant Professor an der University of California, Berkeley, Department of History and Economics, von 1971 bis 1976 Associate Professor für Europäische Wirtschaftsgeschichte an der Rutgers University, sowie 1976/77 Direktor des Rutgers Junior Year an der Universität Konstanz. Von 1977 bis 1995 war er ordentlicher Professor für Wirtschaftsgeschichte an der Heinrich-Heine-Universität Düsseldorf. Zudem wirkte er als Gastprofessor an der Universität Wien am Institut für Wirtschaftswissenschaften im Studienjahr 1988/1989 und im Sommersemester 1994, ferner an der Universität Graz im Sommersemester 1992. Ab 1989 war Hardach sieben Semester Gastprofessor für Wirtschaftsgeschichte der USA an der Humboldt-Universität zu Berlin.
Er war Senior Associate Membership an der University of Oxford St. Antony’s College und Associate in the University Seminar on Economic History an der Columbia University.
Seine Arbeitsgebiete waren die europäische Industrialisierung, deutsche Außenhandelspolitik und deutsch-englische Wirtschaftsbeziehungen im 19. Jahrhundert, Weltwirtschaftspolitik, Vergleich historischer Wirtschaftssysteme, Verwendung visueller Hilfsmittel bei der Vermittlung wirtschaftshistorischer Kenntnisse und Aufbau einer wirtschaftshistorischen Diathek. Er hielt Vorlesungen zur Geschichte der Weltwirtschaft, zur Bevölkerungsgeschichte und Technikgeschichte, zur Vor- und Frühgeschichte, antiken Wirtschaftsgeschichte und zu Entwicklungen in der Demografie.
Seit seiner Emeritierung beschäftigte sich Hardach mit der Philosophie der Antike, sein Spezialgebiet war der Epikureismus. Ferner unternahm er zahlreiche ausgedehnte Reisen. 2012 veröffentlichte er nach mehr als zweijähriger Redaktionsarbeit ein zweibändiges Werk unter dem Titel Internationale Studien zur Geschichte von Wirtschaft und Gesellschaft, in dem er 63 Autoren aus zwölf Ländern inklusive den USA und Japan Gelegenheit bot, das gestellte Thema auf Deutsch und Englisch breit abzuhandeln.
Vier Wochen vor seinem 80. Geburtstag starb Hardach unerwartet am 4. November 2016 in Berlin. Eine von Anton Reiter initiierte Festschrift, für die zwölf Autoren vorwiegend aus dem Bereich Wirtschaftsgeschichte wissenschaftliche Beiträge lieferten, erschien 2016 in Memoriam Karl W. Hardach.
Zu Ehren des in der 1,8 Millionenstadt Wien seinerzeit heimisch gewordenen Ehepaars Bärbel und Karl Hardach wurde eine fünfjährige Patenschaft für einen der vielfach begehrten Rosenstöcke der Sorte „Mariatheresia“ in der ersten Reihe im öffentlich zugänglichen Wiener Volksgarten, in dem sich die beiden gerne und oft aufhielten, von akademischen Freunden der Universität Wien im April 2018 übernommen.

## Publikationen (Auswahl)
- Die Bedeutung wirtschaftlicher Faktoren bei der Wiedereinführung der Eisen- und Getreidezölle in Deutschland 1879. Duncker & Humblot, Berlin 1967 (Dissertation).
- Wirtschaftsgeschichte Deutschlands im 20. Jahrhundert. Vandenhoeck & Ruprecht, Göttingen 1976, 3. Auflage 1993, ISBN 3-525-33380-3.
- The Political Economy of Germany in the 20th Century. University of California Press, Berkeley 1980, ISBN 0-520-04023-6.
- (zusammen mit G. P. Müller, G. Barth et al.): Kalifornien. Bucher, München/Luzern 1982, ISBN 3-7658-0624-2.
- (zusammen mit H. Bauser, V. Collie et al.): Traces of Life. Lebensspuren. In memoriam Walter Kirchner. edition bodini, Berlin 2005, ISBN 3-929390-84-1.
- (Hrsg.): Wirtschaftshistorische Studien. Festgabe für Othmar Pickl. Lang, Frankfurt 2007, ISBN 3-631-56543-7 (zu Ehren von Othmar Pickl).
- (Hrsg.): Internationale Studien zur Geschichte von Wirtschaft und Gesellschaft. Festschrift Lothar Baar, 2 Bände. Peter Lang, Frankfurt 2012, ISBN 3-631-61880-8. Mit einem Beitrag von Reinhold Zilch: Die ungeliebten Kronen. Die Zurückweisung der Goldmünzen des deutsch-österreichischen Münzvereins von 1857 durch den deutschen Handel. Teil 2, S. 1325–1340.